# Street Supremacy
Street Supremacy es un videojuego de carreras desarrollado por Genki y publicado por Konami en Norteamérica, Europa y Australia. Es parte de la serie Tokyo Xtreme Racer, a pesar de no ser nombrado como tal. Fue lanzado el 21 de abril de 2005 en Japón, el 28 de febrero de 2006 en Norteamérica, septiembre de 2006 en Francia y el 6 de octubre de 2006 en Australia para PlayStation Portable. Recibió malas críticas de los críticos, citando principalmente sus tiempos de carga y mecánicas de conducción.

## Recepción
El juego recibió una puntuación total de 41/100 en Metacritic, lo que indica "críticas generalmente desfavorables".
Alex Navarro de GameSpot calificó el juego con 4.5/10, elogiando el modo de batalla en equipo del juego pero criticando los tiempos de carga, la jugabilidad de conducción y el modo multijugador ad hoc "roto", así como la falta de libre movimiento del juego. 1Up.com le dio al juego una calificación D+, calificando la mecánica de la barra de vida del juego como "bastante intensa", pero diciendo que la mecánica de carrera se siente "como una carrera sobre hielo la mayor parte del tiempo". Chris Roper de IGN calificó el juego con 2.5/10, llamándolo "fácilmente uno de los peores juegos de carreras que he tenido en mis manos, sin lugar a dudas", y notó que el modo multijugador ad hoc era "total y absolutamente no funcional", y que ambos corredores se desincronizaban cada vez más a medida que avanzaba la carrera.